# Willmersbach
Willmersbach ist ein Gemeindeteil der Gemeinde Gerhardshofen im Landkreis Neustadt an der Aisch-Bad Windsheim (Mittelfranken, Bayern). Zum Gemeindeteil zählt der Weiler Ziegelhütte. Die Gemarkung Willmersbach hat eine Fläche von 1,737 km². Sie ist in 359 Flurstücke aufgeteilt, die eine durchschnittliche Fläche von 4837,22 m² haben.

## Geographie
Durch das Dorf fließt der Willmersbach (im Unterlauf Vahlenmühlbach genannt), ein rechter Zufluss der Aisch. Im Norden erhebt sich die Mühlleite, im Süden liegt der Würzburger Wald, im Osten der Kleehofer Wald und 0,5 km nordwestlich das Wirtsholz. 0,75 km südwestlich erhebt sich der Göttelhöfer Berg (348 m ü. NHN). Gemeindeverbindungsstraßen führen nach Göttelhöf (1,4 km südwestlich), nach Gerhardshofen zur Bundesstraße 470 (2,5 km nordwestlich) und die Staatsstraße 2414 kreuzend nach Emelsdorf (1,5 km östlich).

## Geschichte
Der Ort wurde in einer Urkunde, die im Zeitraum zwischen 1317 und 1322 entstand, als „Wielmerspach“ erstmals namentlich erwähnt. Zu der Zeit war das Hochstift Würzburg Lehnsherr. Gemäß der Urkunde erhalten Ulrich und Johannes vom Lauffenholz und Erkenbert das Dorf vom Würzburger Bischof Gottfried III. von Hohenlohe zu Lehen. Die Besitzer wechselten wiederholt und um 1340 wurde der erste namentlich bekannte Bürger von „Wulmersbach“ genannt, der Bauer Kornmeyer. Auch von einer „Sumerhube“ ist die Rede, vielleicht der Vorläufer des Schlossbauernhofes, heute das Schloss genannt. Zu Beginn des 16. Jahrhunderts gehörte Willmersbach einem Hans von Truchseß und unterstand der Gerichtsbarkeit Dachsbach. Sein Willmersbacher Besitz dürfte etwa 35 Hektar Ackerland betragen haben.
1698 gab es in Willmersbach den Schlossbauernhof, zu denen Feld, Wiese und 20 Weiher gehörten. Außerdem gab es sechs Hofstellen und eine Ziegelhütte. Die Schäferei mit 200 Schafen wurde nach dem Dreißigjährigen Krieg nicht wieder aufgebaut. 1720 ließen die Freiherren von Wildenstein in Willmersbach 16 Hütten anlegen. Auf Grund des fehlenden Bodens mussten diese Bewohner sich oft als Tagelöhner für die Großbauern der umliegenden Dörfern verdingen, bei denen sie für ein paar Naturalien oft den ganzen Tag zu arbeiten hatten, oder als Handwerker tätig sein. Bis zur Mitte des Jahrhunderts siedelten etwa 20 Familien in Willmersbach.
Gegen Ende des 18. Jahrhunderts gab es in Willmersbach 19 Anwesen und ein Gemeindehirtenhaus. Das Hochgericht und die Dorf- und Gemeindeherrschaft übte das brandenburg-bayreuthische Kasten- und Jurisdiktionsamt Dachsbach aus. Grundherren waren die brandenburg-bayreuthische Verwaltung Birnbaum (14 Gütlein) und das Würzburgische Juliusspital-Verwalteramt Burgbernheim (4 Güter, 1 Tropfhaus).
Von 1797 bis 1810 unterstand der Ort dem Justizamt Dachsbach und Kammeramt Neustadt. 1810 kam Willmersbach an das Königreich Bayern. Im Rahmen des Gemeindeedikts wurde Willmersbach 1811 dem Steuerdistrikt Dachsbach zugeordnet. 1813 wurde der Steuerdistrikt und Ruralgemeinde Birnbaum gebildet, zu der auch Willmersbach gehörte. Mit dem Zweiten Gemeindeedikt (1818) entstand die Ruralgemeinde Willmersbach, zu der Ziegelhütte gehörte. Sie war in Verwaltung und Gerichtsbarkeit dem Landgericht Neustadt an der Aisch zugeordnet und in der Finanzverwaltung dem Rentamt Neustadt an der Aisch (1919 in Finanzamt Neustadt an der Aisch umbenannt, seit 1972 Finanzamt Uffenheim). Ab 1862 gehörte Willmersbach zum Bezirksamt Neustadt an der Aisch (1939 in Landkreis Neustadt an der Aisch umbenannt). Die Gerichtsbarkeit blieb beim Landgericht Neustadt an der Aisch (1879 in das Amtsgericht Neustadt an der Aisch umgewandelt). Die Gemeinde hatte 1964 eine Gebietsfläche von 1,716 km².
Am 1. Juli 1971 wurde Willmersbach im Zuge der Gebietsreform in Bayern nach Gerhardshofen eingemeindet.

### Baudenkmäler
- Schloßweg 1: sogenanntes Altes Schloss[15]
- verschiedene, zumeist eingeschossige Wohnstallhäuser der ersten Hälfte des 19. Jahrhunderts, durch Inschriften im Türsturz jeweils datiert: Nr. 2 „I“(ohann) „1832 K“(eberer); Nr. 6 „17 IMS 98“ (?) Türstock mit Medaillon im Sockel; Nr. 71⁄2 „18...“ (?) „6“; Nr. 10 „18 ... 47“; Nr. 11 „IPG“(ößwein) „1838“; Nr. 17 „18 ICB 31“ und aufgedoppelte Rautentür; Nr. 30 „1848“.[16]

### Einwohnerentwicklung
| Jahr      | 1818   | 1840   | 1852   | 1855   | 1861   | 1867   | 1871   | 1875   | 1880   | 1885   | 1890   | 1895   | 1900   | 1905   | 1910   | 1919   | 1925   | 1933   | 1939   | 1946   | 1950   | 1952   | 1961   | 1970   | 1987   | 2016   | 2020  |
| Einwohner | 171    | 226    | 292    | 299    | 297    | 298    | 312    | 311    | 309    | 290    | 244    | 245    | 231    | 248    | 254    | 217    | 207    | 214    | 194    | 225    | 225    | 215    | 214    | 232    | 243    | 310    | 306   |
| Häuser    | 27     | 33     |        |        |        |        | 46     |        |        | 49     | 49     |        | 49     |        |        |        | 50     |        |        |        | 49     |        | 49     |        | 70     |        |       |
| Quelle    | [ 18 ] | [ 19 ] | [ 20 ] | [ 20 ] | [ 21 ] | [ 22 ] | [ 23 ] | [ 24 ] | [ 25 ] | [ 26 ] | [ 27 ] | [ 20 ] | [ 28 ] | [ 20 ] | [ 29 ] | [ 20 ] | [ 30 ] | [ 20 ] | [ 20 ] | [ 20 ] | [ 31 ] | [ 20 ] | [ 12 ] | [ 32 ] | [ 33 ] | [ 34 ] | [ 2 ] |

## Religion
Willmersbach ist seit der Reformation evangelisch-lutherisch geprägt und bis heute nach St. Peter und Paul (Gerhardshofen) gepfarrt.

## Vereine
- Schützenverein mit Schützenhaus
- Freiwillige Feuerwehr Willmersbach

## Veranstaltungen
- Zeltkirchweih (im Fränkischen Kerwa genannt), im Regelfall am letzten Wochenende im Juli mit Rockabend, fränkischem Brauchtum und Frühschoppen am Montag.[7]

## Wirtschaft
Die wirtschaftlichen Gegebenheiten haben sich im Laufe der Zeit erheblich geändert. Während nach dem Zweiten Weltkrieg noch sehr viele Willmersbacher in der Landwirtschaft ihrem Haupterwerb nachgingen, fanden viele in den 1950er und 1960er Jahren Arbeit in der Industrie und am Bau. Neuerdings haben viele Willmersbacher in Elektronik- und IT-Berufe gewechselt.